# Gene Bervoets
Eugène Joanna Alfons "Gene" Bervoets (født 26. marts 1956, Antwerp) er en belgisk skuespiller. Han har optrådt i mere end 60 film siden han påbegyndte sin karriere i 1979.

## Udvalgt filmografi
| År        | Titel                       | Rolle                     | Noter |
| --------- | --------------------------- | ------------------------- | ----- |
| 1987      | Crazy Love                  | Jeff                      |       |
| 1988      | The Vanishing               | Rex Hofman                |       |
| 1993      | Anchoress                   | Reeve                     |       |
| 1995      | The Flying Dutchman         | Zoon van Netelneck        |       |
| 1999      | Shades                      | Max Vogel                 |       |
| 2003      | The Alzheimer Case          | Seynaeve                  |       |
| 2006      | 'N Beetje Verliefd          | Guy                       |       |
| 2007      | Duska                       | Bob                       |       |
| 2008      | Loft                        | Burgemeester Van Esbroeck |       |
| 2009      | The Last Days of Emma Blank | Haneveld                  |       |
| 2013      | Salamander                  | Guy Rasenberg             |       |
| 2014      | Le Dernier Diamant          | Philippe de Mazières      |       |
| 2015      | Michiel de Ruyter           | Van Ginneken              |       |
| 2015      | Schneider vs. Bax           | Mertens                   |       |
| 2015      | Skabelon:Illm               | Ludwig                    |       |
| 2015-2016 | Professor T.                | Herman Donckers           |       |
| 2018      | Redbad                      |                           |       |
| 2018      | Gangsta                     |                           |       |